# Motörizer
《Motörizer》는 영국의 헤비 메탈 밴드 모터헤드의 열아홉 번째 스튜디오 음반이다. 2008년 8월 26일, 스팀해머 레이블의 열한 번째이자 마지막 음반으로 발매되었다.

## 녹음
녹음은 2007년 말과 2008년 초에 이루어졌다. 2004년 《Inferno》 이후 그들의 모든 음반과 마찬가지로, 이 음반은 카메론 웨브에 의해 프로듀싱, 믹싱, 엔지니어링되었다.

## 평가
| 전문가 평가    | 전문가 평가 |
| 총 점수        | 총 점수     |
| 출처           | 점수        |
| -------------- | ----------- |
| 메타크리틱     | 63%         |
| 평가 점수      |             |
| 출처           | 점수        |
| Allmusic       | [ 2 ]       |
| Metal Hammer   | 10/별       |
| Pitchfork      | (7.2/10)    |
| PopMatters     | [ 4 ]       |
| World of Music | [ 5 ]       |
| Blabbermouth   | 8/10        |
| The Guardian   | [ 7 ]       |

이 음반은 발매와 동시에 대부분 긍정적인 평가를 받았다. 올뮤직의 알렉스 헨더슨은 "고전적인 모터헤드 사운드가 우세하며, 〈Buried Alive〉, 〈Runaround Man〉, 〈When the Eagle Screams〉, 〈Time Is Right〉와 같은 힘찬 트랙이 25년 전에 녹음될 수 있었던 것처럼 들린다"고 긍정적인 평가를 내렸다. Motörizer는 절대 획기적인 척하지 않지만, 소재가 예측 가능하다면 매력적으로 예측할 수 있다." 《피치포크》 미디어의 코스모 리는 이것이 최근 모터헤드 음반에 비해 개선된 것이라고 긍정적인 평가를 내렸다. "《Motörizer》는 밴드의 최근 음반을 쌓아올린 싱거운 하드 록을 피합니다. 대신 11개의 트랙이 39분 미만으로 효율적으로 작동됩니다. 레미는 올해 63세가 되지만, 여전히 그의 나이 절반의 소리를 냅니다."

## 곡 목록
모든 곡들은 레미 킬미스터, 필 캠벨, 미키 디에 의해 작사/작곡하였다.
| #   | 제목                                | 재생 시간 |
| --- | ----------------------------------- | --------- |
| 1.  | 〈Runaround Man〉                   | 2:57      |
| 2.  | 〈Teach You How to Sing the Blues〉 | 3:03      |
| 3.  | 〈When the Eagle Screams〉          | 3:44      |
| 4.  | 〈Rock Out〉                        | 2:08      |
| 5.  | 〈One Short Life〉                  | 4:05      |
| 6.  | 〈Buried Alive〉                    | 3:12      |
| 7.  | 〈English Rose〉                    | 3:34      |
| 8.  | 〈Back on the Chain〉               | 3:24      |
| 9.  | 〈Heroes〉                          | 4:59      |
| 10. | 〈Time Is Right〉                   | 3:14      |
| 11. | 〈The Thousand Names of God〉       | 4:33      |